# Гедж (остров)
Гедж — остров в центральной части архипелага Земля Франца-Иосифа. Наивысшая точка острова — 25 метров. Административно относится к Приморскому району Архангельской области России.

## Описание
Расположен в центральной части архипелага в акватории пролива Вандербильт между островом Ла-Ронсьер (в 5,5 километрах к северу) и Землёй Вильчека (в 4 километрах к югу).
Имеет круглую форму диаметром около 1 километра и полностью покрыт льдом.
Остров Гедж назван в честь шотландского учёного сэра Патрика Геддеса (1854—1932). В свою очередь экспедиция Циглера, ошибочно считая себя первооткрывателями, назвала остров — остров Гайдана, в честь американского геолога Фердинанда Гайдена.